# 東京ディズニーランド Club Disney スーパーダンシン・マニア〜メガビート
『東京ディズニーランド Club Disney スーパーダンシン・マニア〜メガビート』(Tokyo Disneyland Club Disney Super Dancin' Mania ~ Mega Beat)は、東京ディズニーランドで2000年1月21日〜6月30日にかけて開催されたスペシャルイベント、『Club Disney スーパーダンシン・マニア』のうち、1月21日〜3月17日にかけて開催された1stステージ「メガビート」で使用された楽曲を収録したアルバムである。

## 解説
- このCDはイベントで使用された楽曲を収録しているが、CDに収録されたものがそのままパークで使われたわけではなく、ショー用にアレンジして使用された。そのため、曲の中にはショーでは使われていない部分やショーの音源と異なる部分が存在する。また、ショーでは流されたが、CDには収録していない楽曲もある。
- 2007年2月7日〜2月9日にかけて東京ディズニーランドで開催された『Club Disney スーパーダンシン・マニア』の後継イベント『東京ディズニーランド・スペシャルナイト CLUB DISNEY "スーパーダンシン・マニアRemix"』では、このCDに収録されている楽曲が数曲使われている。それに関連して、このCDも2007年1月17日に再リリースされた。

## 収録曲
1. クラブ・ディズニー　Club Disney
2. ナイト・オブ・ファイヤー　Night of Fire　歌：ニコ
3. ブン!ブン!ブン!ブン!（英語版）　Boom! Boom! Boom! Boom!　歌：ベンガボーイズ
4. ハウ・ジー　How Gee　歌：ブラック・マシーン（英語版）
5. トワイライト・ゾーン　Twilight Zone　歌：ゾディアック
6. ステイン・アライブ　Stayin' Alive　歌：マスター・ファンク
7. 5,6,7,8　歌：ステップス
8. マカレナ　Macarena　歌：2 ロコス・イン・ア・ルーム
9. ニューヨーク・シティ・ボーイ　New York City Boy　歌：ニューヨーク・ラッパーズ
10. ファイヤー　Fire　歌：コンバインド
11. ミッキーマウス・マーチ（ユーロビート・ヴァージョン）　Mickey Mouse March (Eurobeat Version)　歌：ドミノ
後に日本テレビ『ぐるぐるナインティナイン』エンディングテーマに起用されシングルカットされた。
12. スーパーダンシン・マニア　Super Dancin' Mania
13. ミッキーマウス・マーチ（ユーロビート・ヴァージョン/パーク・エディット）　Mickey Mouse March (Eurobeat Version)  〜Park Edit　歌：ドミノ